# Симплекс алгоритам
Симплекс алгоритам је најпознатији алгоритам везан за линеарно програмирање.
Поступак рада Симплекса:
1. почетни корак: генерисати почетно теме Xo допустиве области.
2. итеративни корак за k = 0,1,...,n:
  - тест оптималности: Ако је теме Хк боље од суседних на допустивој области, онда је оптимално. КРАЈ.
  -  + 1; генерисати ново решење (теме допустиве области) Xk чија је функција циља боља.